# Zultepec
Zultepec oder Zultépec, später Tecoaque genannt, war eine Stadt der Acolhua im Reich der Azteken. Der im Hochland von Zentralmexiko gelegene Ort ist heute eine archäologische Fundstätte, die im Jahr 2004 in die Tentativliste des UNESCO-Weltkulturerbes aufgenommen wurde.
Im Jahr 1520 nahmen Krieger aus Texcoco bei einer Racheaktion zahlreiche Spanier und einheimische Verbündete gefangen. Die etwa 550 Gefangenen wurden anschließend in Zultepec hingerichtet. Nachdem Hernán Cortés von dem Massaker erfahren hatte, entsandte er eine Racheexpedition und ließ Zultepec im Jahr 1521 zerstören.
Koordinaten: 19° 35′ 6″ N, 98° 37′ 30″ W

## Lage
Die ehemalige Siedlung Zultepec bzw. Tecoaque liegt ca. 1 km südwestlich der heutigen Ortschaft San Felipe Sultepec, die zur Gemeinde Calpulalpan gehört, bzw. ca. 31 km nordöstlich von Texcoco, nahe der ehemaligen Grenze zwischen den ehemaligen Herrschaftsgebieten der Azteken und der mit ihnen verfeindeten Tlaxcalteken. Der Ort liegt ca. 2630 m über dem Meeresspiegel.

## Namen
Der Nahuatl-Name Zoltépec oder Zultépec ist eine Zusammensetzung aus den Wörtern zolin „Wachtel“ und tepetl „Berg“ mit der Endung -c für „bei“ oder „an“ und bedeutet somit „Wachtelberg“ oder genauer „beim Wachtelberg“.
Nach der Zerstörung von Zultepec im Jahr 1521 wurden die Ruinen des Ortes von Einheimischen mit dem Nahuatl-Namen Tecoaque bezeichnet, was soviel bedeutet wie „Ort, wo sie sie aufgegessen haben“. Der ursprüngliche Name Zultepec wurde in Dokumenten des 16. und 17. Jahrhunderts verwendet, dann lebte er nur noch im Namen der unmittelbar benachbarten jüngeren Ortschaft San Felipe Sultepec weiter. Durch diese Namensverschiebungen ging die Kenntnis über die Lage der vormaligen Siedlung Zultepec verloren und blieb bis Ende des 20. Jahrhunderts unklar.
Die archäologische Fundstätte wurde zu Beginn der Ausgrabungen mit dem jüngeren Namen Tecoaque bezeichnet, so auch bei der Aufnahme in die Tentativliste des UNESCO-Weltkulturerbes im Jahr 2004. Bei den Grabungen stellte sich heraus, dass es sich um die einstige Siedlung Zultepec handelte. Aufgrund dieser Entdeckung schlug Enrique Martínez Vargas, einer der verantwortlichen Archäologen, im Jahr 2001 die Umbenennung der Stätte in Zultepec vor.
Heute wird für die Fundstätte neben Tecoaque oft ein Doppelname verwendet: Zultepec-Tecoaque oder Tecoaque-Zultepec (vgl. die Weblinks). Das seit 2012 bestehende Museum wird Museo de Sitio de Tecoaque genannt („Museum der Fundstätte von Tecoaque“) oder auch Museo de Sitio Zultépec-Tecoaque („Museum der Fundstätte Zultépec-Tecoaque“).

## Geschichte

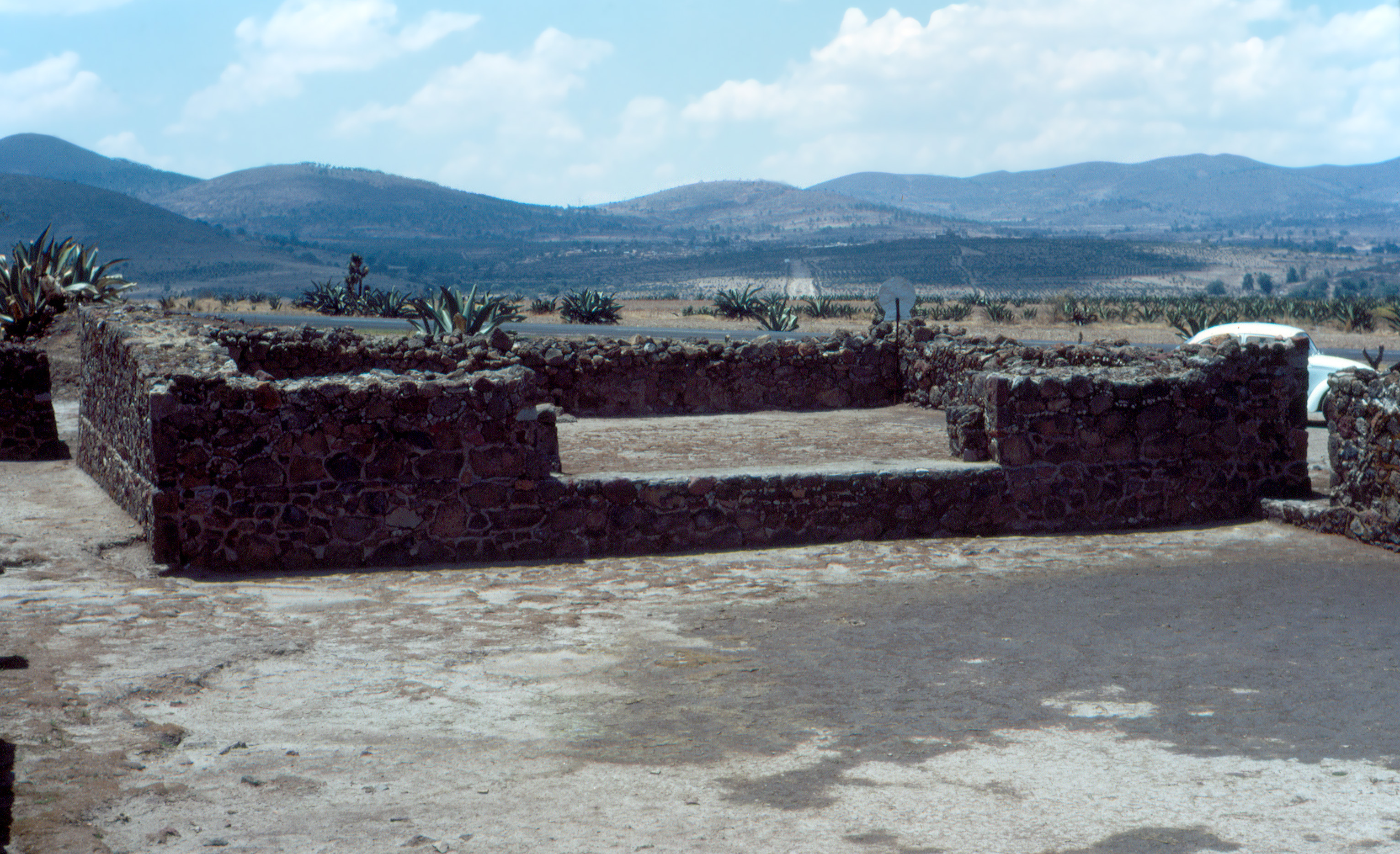
Bauwerk in Zultepec

### Vorspanische Zeit
In der Geschichte von Zultepec werden zwei Epochen unterschieden: eine „klassische“ Zeit, als der Ort zum Herrschaftsbereich von Teotihuacán gehörte (ca. 300–500), und die „nachklassische“ Epoche als Stadt der Acolhua (ca. 1300–1520). In der Alcohua-Zeit gehörte Zultepec zum Machtbereich von Texcoco, der nach Tenochtitlan wichtigsten Stadt im Aztekenreich.
Zultepec war ein bedeutender Ort an der wichtigen Handelsstraße vom zentralmexikanischen Hochland zum Golf von Mexiko. In ihrer Blütezeit war die Stadt 30 ha groß und wurde von ca. 5000 Menschen bewohnt, die Dienstleistungen für die Händler erbrachten, aber auch Mais und Bohnen anbauten und zudem Pulque erzeugten.

### Massaker von Zultepec
Nachdem Hernán Cortés die Armee von Pánfilo de Narváez in Cempoala im Jahr 1520 besiegt hatte, übernahm er nicht nur die Soldaten von Narváez, sondern auch dessen Tross aus Hilfskräften und zivilen Begleitern, die etwa als Träger, Köche und Händler fungierten. Sie sollten ihn auf seinem Rückweg nach Tenochtitlan begleiten und die durch den Sieg erbeuteten Güter in die Hauptstadt bringen. Unterwegs schlossen sich auch immer mehr Einheimische, die sich an einem Kampf gegen die Azteken beteiligen wollten, dem Zug an, der sich dadurch immer mehr verlangsamte. Da Cortés schnell wieder nach Tenochtitlan gelangen wollte, eilte er schließlich mit seinen besten Soldaten voraus. Die anderen marschierten nun als langsame Kolonne hinterher, eskortiert von vergleichsweise wenigen spanischen Soldaten (Cortés beklagte später in einem Brief den Tod von fünf Reitern, 45 spanischen Fußsoldaten und 300 einheimischen Verbündeten). Diese zweite Gruppe wurde auf ihrem Weg nach Tenochtitlan von Kriegern aus Texcoco überfallen, die alle gefangen nahmen. Die Krieger nahmen damit Rache für den Mord an ihrem Herrscher Cacamatzin.
Die 550 Gefangenen wurden nach Zultepec gebracht und dort den Göttern geopfert. Das Töten zog sich über sechs Monate hin. Nach Angaben des Archäologen Enrique Martínez Vargas wurden die Gefangenen in Gefängniszellen ohne Türen gehalten, das Essen wurde ihnen durch kleine Fensteröffnungen zugeworfen. Immer vor Tagesanbruch wählten Priester der Azteken, die aus Tenochtitlan gekommen waren, einige Gefangene aus, die an diesem Tag geopfert werden sollten. Im Rahmen der kultischen Rituale wurden die Leichen anschließend zum Teil auch verspeist.
Bei den Opfern handelte es sich um Spanier, afrikanische Sklaven, Mulatten, Mestizen, Taíno von den Großen Antillen, Totonaken, Tlaxcalteken, Indigene aus dem Gebiet von Tabasco und Mayas. Unter ihnen befanden sich auch Frauen, darunter Schwangere, und Kinder. Laut dem Archäologen Enrique Martínez Vargas wurden Überreste von etwa fünfzig Frauen und zehn Kindern gefunden. Die europäischen Frauen unter den Opfern waren die ersten Europäerinnen, die in Mexiko angekommen waren, denn Cortés hatte bei seiner Expedition im Jahr 1519 nur Männer mitgenommen. Erst bei der zweiten Landung auf mexikanischem Boden im Jahr 1520 waren im Tross von Pánfilo de Narváez auch Frauen dabei.

### Zerstörung
Nachdem Cortés im Jahr 1521 von dem Massaker erfahren hatte, entsandte er eine Strafexpedition unter dem Kommando von Gonzalo de Sandoval, um den Ort zu zerstören. Als die Bewohner Zultepecs von herannahenden Spaniern erfuhren, warfen sie die Überreste der Menschenopfer in trockene Zisternen, dazu die erbeuteten Gegenstände, wie Waffen, Zaumzeug, Nägel und Schmuck. Dies ermöglichte später die reiche Ausbeute bei der archäologischen Forschung. Wie Cortés später berichtete, versuchten die Einwohner zu fliehen, aber die Spanier hätten sie eingeholt und viele von ihnen getötet. Der Rest der Bevölkerung sei versklavt und der Ort verlassen worden. Laut dem leitenden Archäologen wurde die Siedlung von den Spaniern vollständig niedergebrannt und dem Erdboden gleichgemacht.

### Historische Quellen
Cortés berichtete in zwei seiner Briefe an den spanischen König Karl über die Ereignisse: im zweiten Brief vom 30. Oktober 1520 und im dritten Brief vom 15. Mai 1522. Im dritten Brief schrieb er, dass die Eingeborenen seine Leute geopfert und ihnen dabei das Herz entnommen hätten. Deshalb habe er Gonzalo de Sandoval befohlen, jene „große Ortschaft“ zu zerstören. Er berichtete einige Einzelheiten, beispielsweise dass Sandoval auf einer Wand die mit Kreide geschriebene Botschaft „Hier war der glücklose Juan Yuste gefangen“ vorgefunden habe.
Auch die späteren Chroniken von Francisco López de Gómara (Historia general de las Indias, 1551) und Bernal Díaz del Castillo (Wahrhafte Geschichte der Eroberung von Neuspanien, 1568) zählen zu den historischen Quellen. Die Berichte der Spanier sind allerdings im Detail unzuverlässig. Beispielsweise erwähnten Cortés und die Chronisten nicht, dass sich auch Frauen unter den Opfern befanden. Die Archäologen fanden jedoch Überreste von etwa 50 weiblichen Opfern (Stand 2015).

## Archäologische Fundstätte

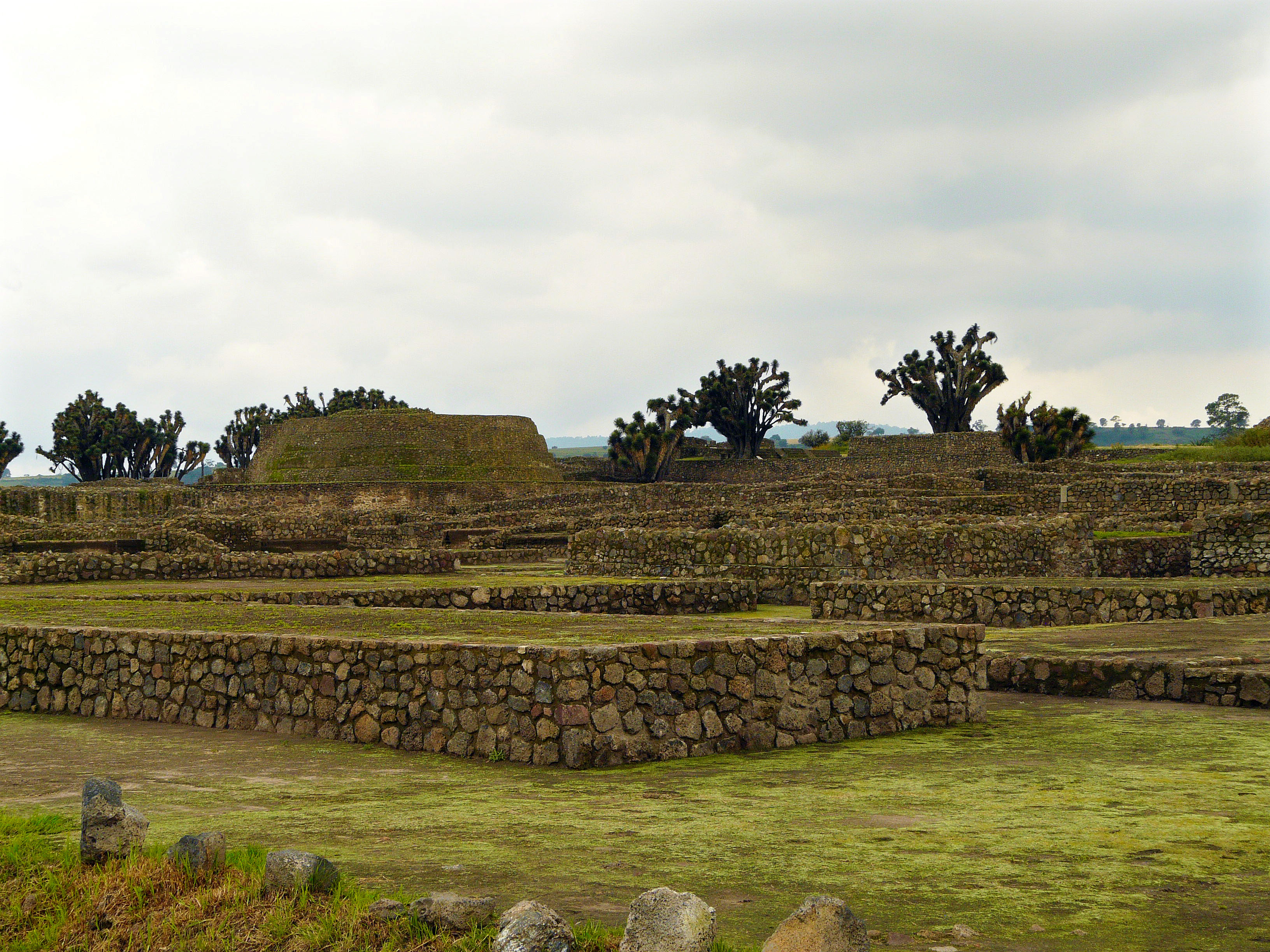
Ruinenstätte mit Rundpyramide

Der Siedlungsbereich von Zultepec erstreckte sich über eine Fläche von 32 Hektar. Seit 1993 wurde die Kernzone gründlich untersucht. Die Fundamente einiger Häuser wurden durch Mauern erhöht, so dass Strukturen besser erkennbar sind. Wichtigstes Bauwerk ist eine Rundpyramide im Stil von Cuicuilco, die mit dem Windgott Ehecatl, einer Erscheinungsform von Quetzalcoatl, in Verbindung gebracht wird.
Bei den Ausgrabungen wurden bis 2006 über 10.000 Objekte geborgen und bis 2010 insgesamt fast 15.000 Objekte. Die erste Grabungsperiode endete im Jahr 2010, in den folgenden Jahren wurden die Funde untersucht. Mindestens 200 Objekte sind eindeutig Europäern zuzuordnen. Die Archäologen fanden Zeugnisse der Menschenopfer sowie Reste von europäischen Nutztieren wie Schweinen und Ziegen. An einigen Menschenknochen waren Messerspuren, Veränderungen durch Kochen und sogar Zahnabdrücke feststellbar – eindeutige Hinweise auf Kannibalismus. Die Schweine wurden hingegen getötet, aber nicht verspeist.
In einem Hohlraum wurden vierzehn Schädel gefunden, denen der Unterkiefer fehlt. Die charakteristischen Durchbohrungen an beiden Schläfen beweisen, dass die Schädel für die Präsentation auf einem Tzompantli bestimmt waren. Die Schädel stammen von sieben Frauen und sieben Männern im Alter zwischen 20 und 35 Jahren. Die Untersuchung ergab, dass acht der Opfer aus verschiedenen Gebieten Mexikos stammten, fünf Opfer kamen aus Europa, ein Schädel stammte von einer Mulattin. Außerdem fand man verschiedene kultische Gegenstände, darunter ein Messer aus Feuerstein, das im Treppenbereich des Rundtempels verborgen war. Mit diesem Messer wurden offenbar die Opferungen vollzogen.

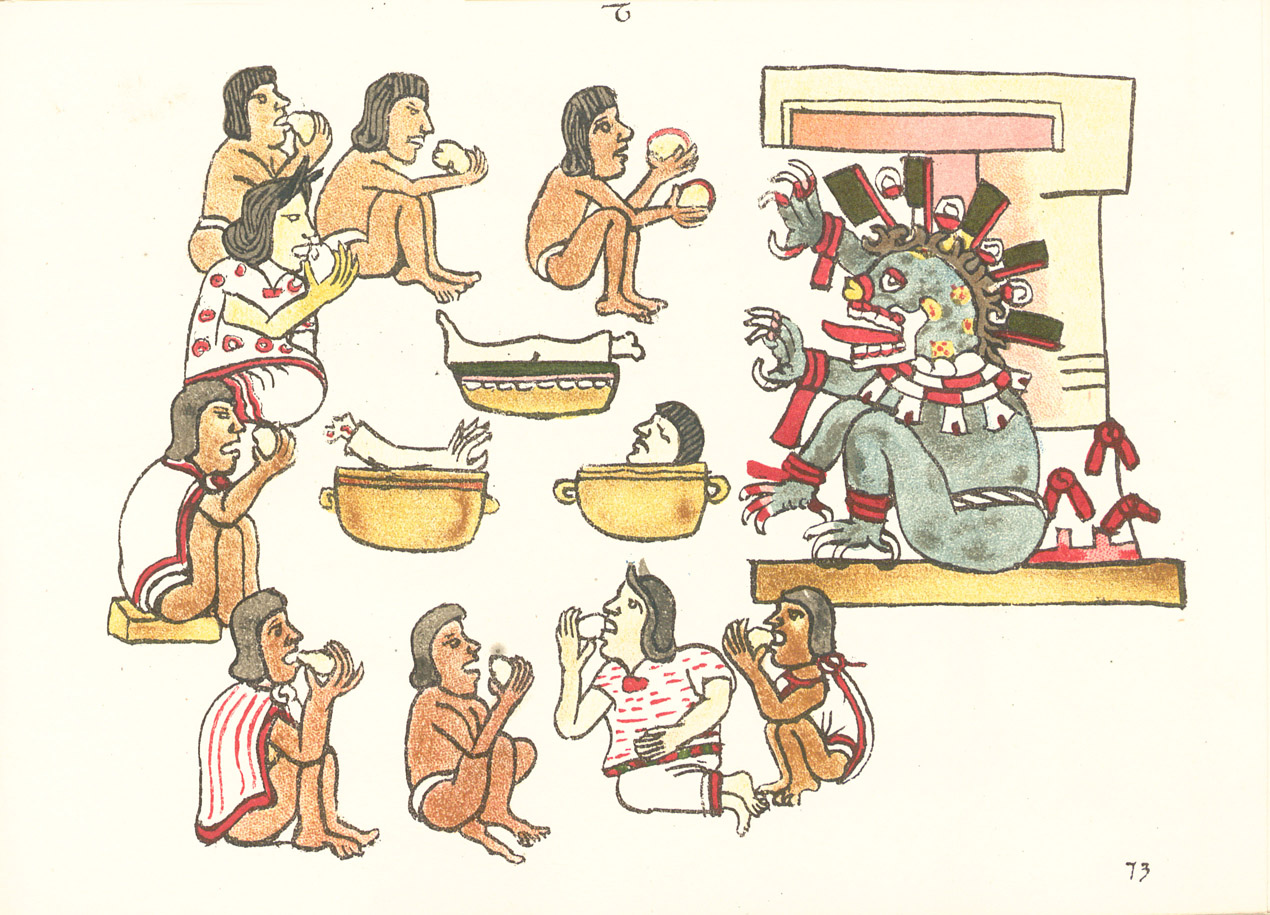
Ritueller Kannibalismus der Azteken, dargestellt im Codex Magliabechiano, Mitte 16. Jahrhundert

Im Jahr 2015 wurden die Grabungen fortgesetzt mit dem Ziel, vor allem die Lebensumstände der Gefangenen genauer zu rekonstruieren. Nach Abschluss der neuen Grabungskampagne sollen rund 20 Prozent des gesamten Geländes erforscht sein. Im November 2015 fanden die Archäologen in einer als Grab verwendeten Zisterne das Skelett eines hochrangigen, etwa 25-jährigen Angehörigen des einheimischen Volkes der Acolhua, ferner Wirbelknochen und Rippen von mindestens drei Kindern. Die Spuren deuten darauf hin, dass bei einem der Kinder Leichenteile gekocht wurden. In derselben „Begräbniszisterne“ befanden sich außerdem ein Thron aus Tezontle-Gestein und ein gravierter zylindrischer Stein, der wahrscheinlich dem Pulque-Gott Ometochtli geweiht war.
Der Opferkult der Azteken war bereits vor den Ausgrabungen in Zultepec-Tecoaque bekannt, ebenso die Tatsache, dass zum Teil sehr viele Opfer hingerichtet wurden. Die besondere Bedeutung der Fundstätte liegt vor allem darin, dass eine massenhafte Gefangennahme von Spaniern und ihren Verbündeten archäologisch nachgewiesen wurde. Außerdem war die Frage lange umstritten, ob die Azteken rituellen Kannibalismus praktiziert hatten. Die Funde in Zultepec-Tecoaque belegen dies mit großer Deutlichkeit.

## Museum
Am 28. November 2012 wurde ein Museum an der Fundstätte eröffnet.
Gezeigt werden rund 300 Objekte, die drei Zeiträume repräsentieren:
- klassische Zeit (Machtzentrum Teotihuacán, ca. 300–500): 66 Artefakte und Funde aus einem Grab
- nachklassische Zeit (Stadt der Alcohua, ca. 1300–1520): 185 Artefakte und Funde aus zwei Gräbern
- Massaker von Zultepec und Zerstörung von Zultepec (1520/1521): 33 Artefakte, Funde aus vier Gräbern und ein Tierskelett

In der Dauerausstellung auf 200 m² Fläche sind Objekte in mehr als 20 Vitrinen und an rund 40 Wänden zu sehen. Hinzu kommt ein 55 m² großer Raum für Sonderausstellungen mit weiteren Vitrinen und Wänden.